# La Chaize-le-Vicomte
La Chaize-le-Vicomte település Franciaországban, Vendée megyében. Lakosainak száma 3883 fő (2022. január 1.). La Chaize-le-Vicomte La Ferrière, Fougeré, La Roche-sur-Yon, Rives de l’Yon, Saint-Martin-des-Noyers és Thorigny községekkel határos.

## Népesség
A település népességének változása:
| Lakosok száma | 3578 | 3708 | 3809 | 3770 | 3785 | 3799 | 3838 | 3838 | 3883 |
|               | 2013 | 2015 | 2016 | 2017 | 2018 | 2019 | 2020 | 2021 | 2022 |